# Conus deburghiae
Conus deburghiae é uma espécie de gastrópode do gênero Conus, pertencente à família Conidae.